# 嚴綱
嚴綱（？—192年），东汉末期人物。公孫瓚部下，曾被公孫瓚封為冀州刺史。在界橋之戰中，嚴綱帶領精銳騎兵作先鋒，袁紹令麴義領精兵八百为先鋒，左右兩側設置一千張強弩。公孫瓚輕視麴義的兵馬較少，於是下令騎兵衝陣。麴義軍用盾牌掩護身體而不動。雙方的距離不到十幾步時，兩側弓弩齊發，迴盪著震天動地的廝殺聲。公孫瓚軍大敗，因此嚴綱被麴義斬殺，麴義軍斬殺了千餘人。